# 1694 w polityce

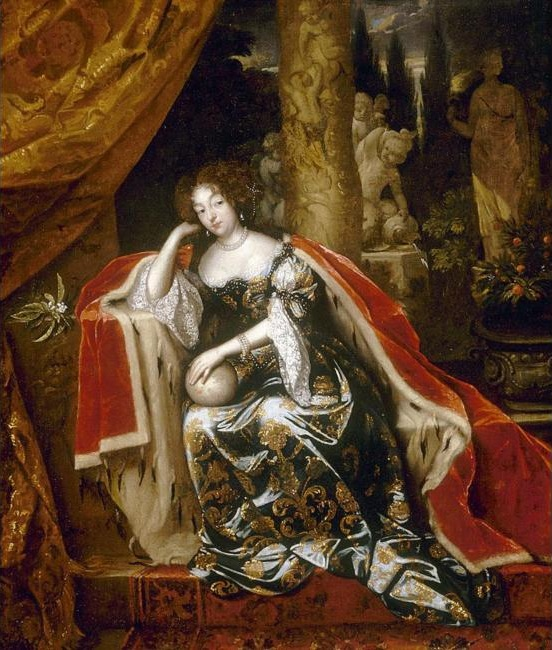
Maria II Stuart

Wydarzenia polityczne w 1694 roku.

## Zmarli
- 28 grudnia Maria II Stuart, królowa Anglii, Szkocji i Irlandii[1][2][3].